# Dendrocephalus venezolanus
Dendrocephalus venezolanus är en kräftdjursart som beskrevs av Pereira 1984. Dendrocephalus venezolanus ingår i släktet Dendrocephalus och familjen Thamnocephalidae. Inga underarter finns listade i Catalogue of Life.